# David Solari (ciclista)
David Solari (Adelaida, Australia, 6 de junio de 1968) es un deportista italiano que compitió en ciclismo en la modalidad de pista, especialista en las pruebas de persecución por equipos y medio fondo.
Ganó cuatro medallas en el Campeonato Mundial de Ciclismo en Pista entre los años 1989 y 1992.
Participó en los Juegos Olímpicos de Seúl 1988, ocupando el sexto lugar en la prueba de persecución por equipos.

## Medallero internacional
| Campeonato Mundial | Campeonato Mundial   | Campeonato Mundial | Campeonato Mundial          |
| Año                | Lugar                | Medalla            | Competición                 |
| ------------------ | -------------------- | ------------------ | --------------------------- |
| 1989               | Lyon (Francia)       | Medalla de bronce  | Persecución por equipos (A) |
| 1990               | Maebashi (Japón)     | Medalla de plata   | Medio fondo (A)             |
| 1991               | Stuttgart (Alemania) | Medalla de plata   | Medio fondo (A)             |
| 1992               | Valencia (España)    | Medalla de plata   | Medio fondo (A)             |